# Friedrich Wilhelm Otto Dögel
Otto Dögel (* 15. April 1855 in Brandis; † 9. März 1891 in Coswig (Sachsen); vollständiger Name Friedrich Wilhelm Otto Dögel) war ein deutscher Architekt. Er wurde vor allem mit der Amerikanischen Kirche in Dresden bekannt.

## Leben
Über das Leben von Dögel ist nur wenig bekannt. Nach einem Studium an der Baugewerkschule Leipzig war er als Zeichner in London und Brüssel tätig. Danach war er Bauleiter eines Schlosses am Rhein und arbeitete anschließend im Architekturbüro von Edwin Oppler in Hannover.
Von 1875 bis 1880 studierte er an der Polytechnischen Schule Hannover und war dort Schüler von Conrad Wilhelm Hase. Ab 1880 war er zunächst im Architekturbüro von Gustav Ebe und Julius Benda in Berlin tätig, 1882 machte er sich als Architekt in Dresden selbständig. Durch eine schwere Erkrankung war er ab 1889 dauerhaft Patient der Nervenheilanstalt in Coswig, wo er 1891 starb und begraben wurde.

## Bauten und Entwürfe
- 1883–1884: Amerikanische Kirche St. John mit Pfarrhaus in Dresden, Südvorstadt, Reichsstraße 5 (heute: Fritz-Löffler-Straße, zerstört, Grundstück nicht wieder bebaut)
- 1888–1890: Restaurierung der Marienkirche in Pirna (fertiggestellt von Theodor Quentin)